# Goff-Gletscher
Der Goff-Gletscher ist ein ausladender Gletscher auf der Thurston-Insel vor der Eights-Küste des westantarktischen Ellsworthlands. Er fließt vom Parker Peak in den Walker Mountains in das Kopfende des Koether Inlet an der Nordküste der Insel.
Das Advisory Committee on Antarctic Names benannte ihn 2003 nach Leutnant Robert G. Goff von der United States Navy, Kopilot einer Martin PBM Mariner bei der Operation Highjump (1946–1947) zur Erstellung von Luftaufnahmen der Thurston-Insel und der benachbarten Festlandküstenregion.